# Cerro Chirripó
Cerro Chirripó („sero čiripó“) je s nadmořskou výškou 3820 metrů nejvyšší horou Kostariky. Nachází se v horském pásmu Cordillera de Talamanca na východě země. Byl zde vyhlášen národní park Parque nacional Chirripó o rozloze 50 849 ha.

## Galerie

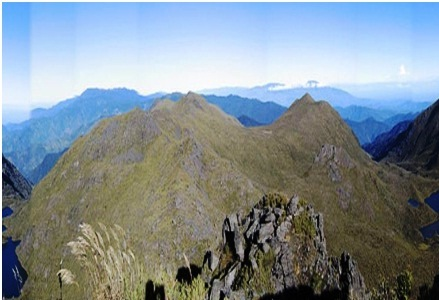
Vrchol Chirripó Grande v pohoří Talamanca
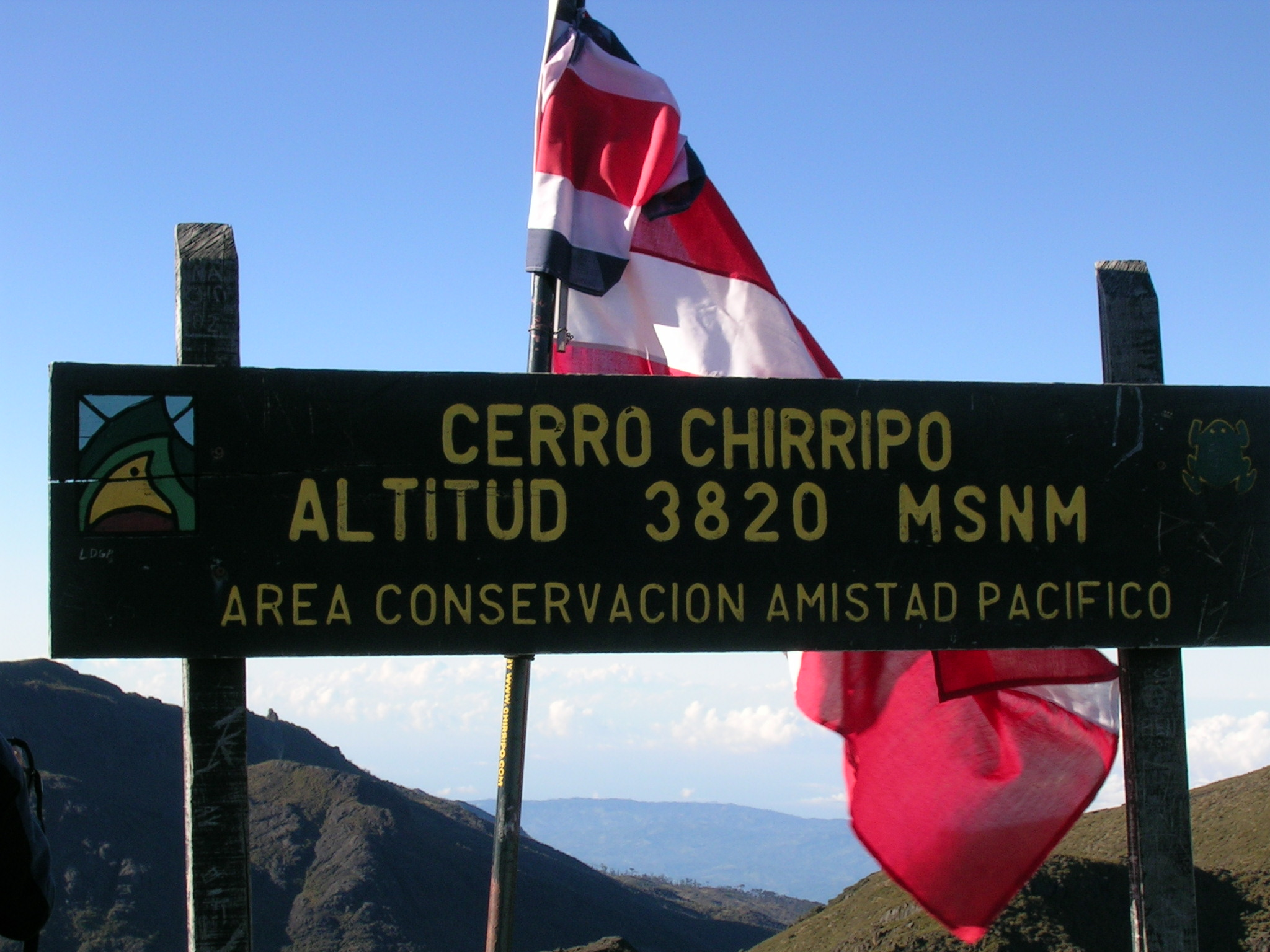
Nápis a vlajka na vrcholu
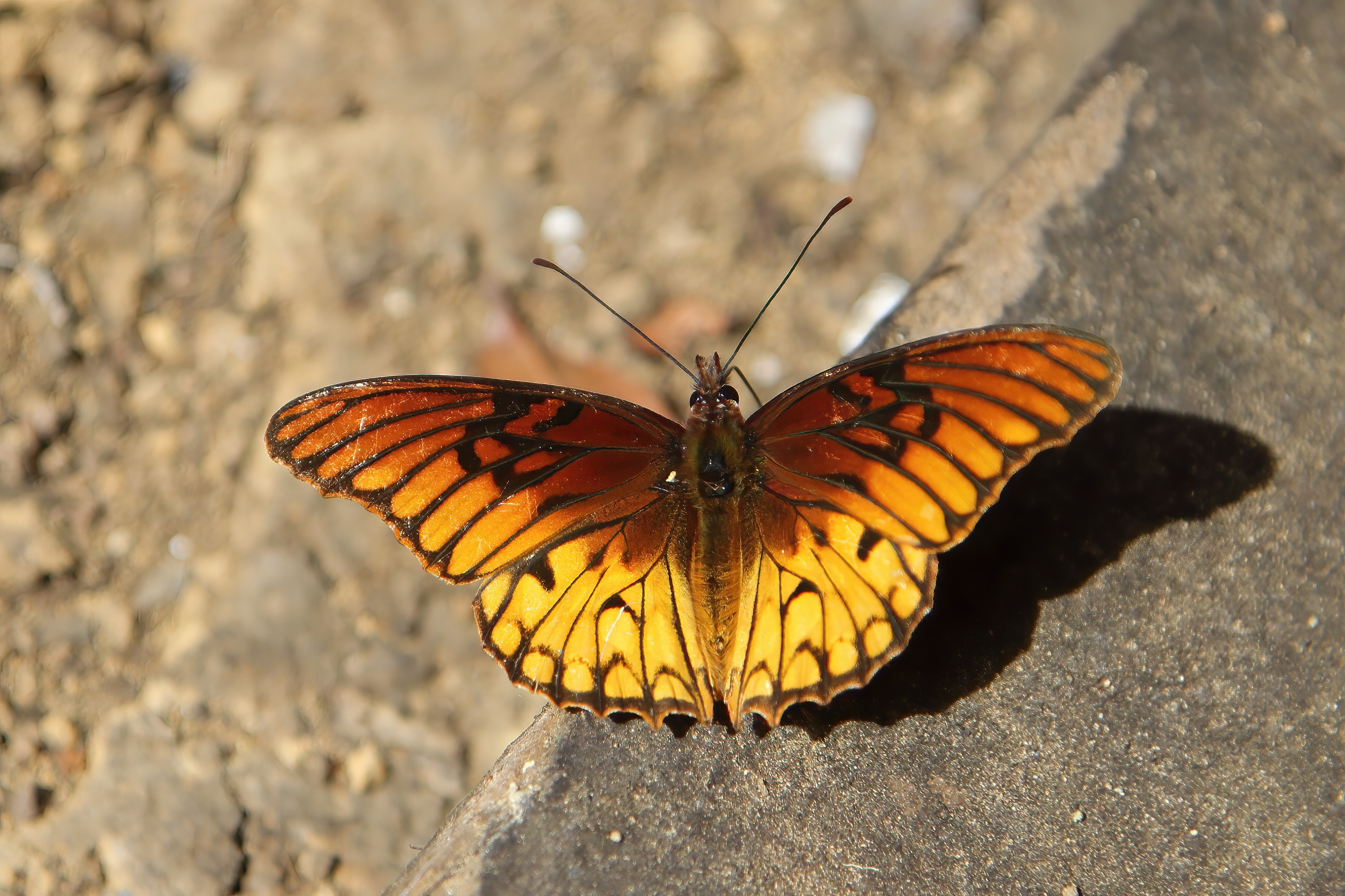
Národní park Chirripó: motýl Dione moneta poeyii
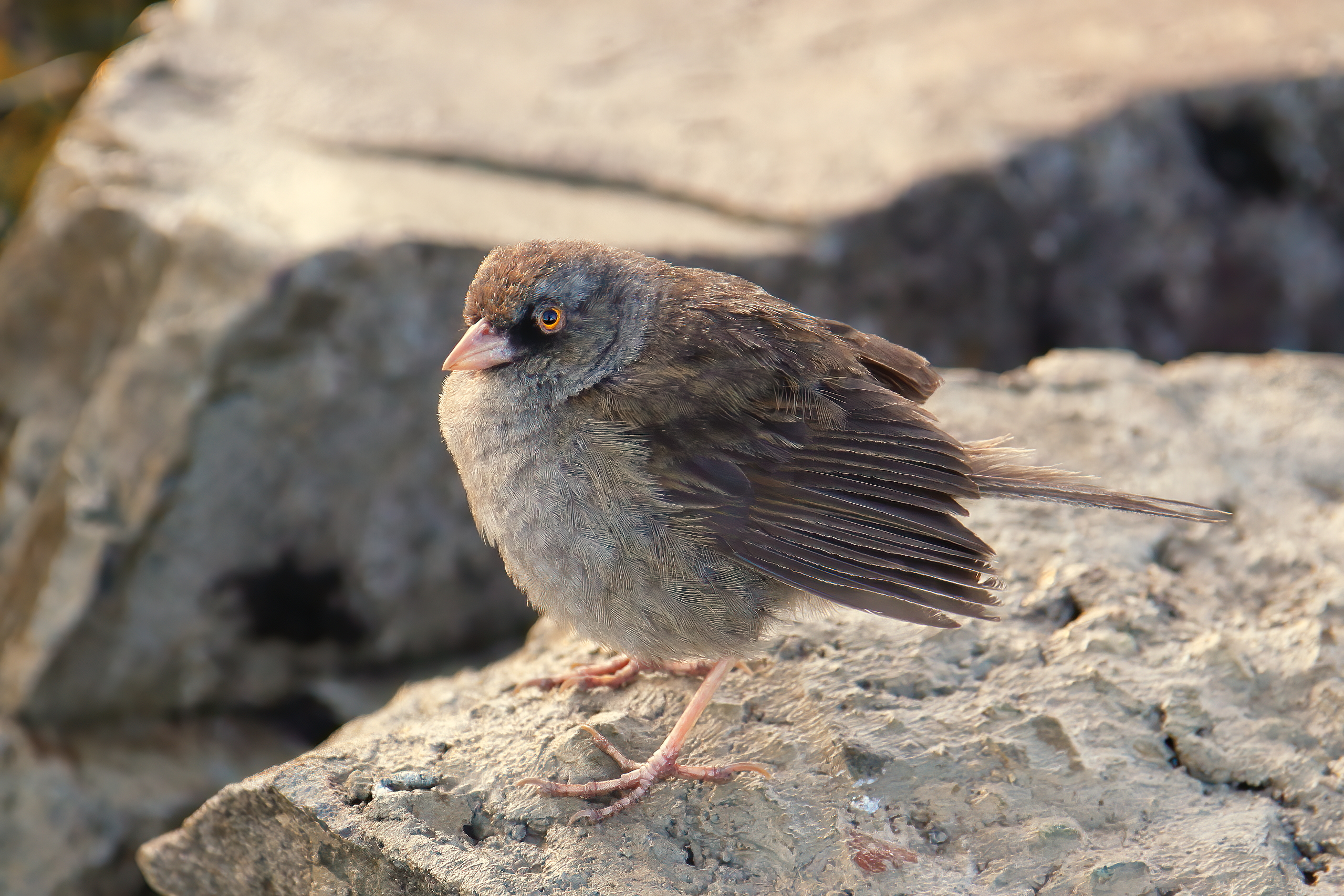
Endemický druh Junco vulcani z řádu pěvců na vrcholu hory